# Shoghakn
Shoghakn (in armeno Նորաշեն, in inglese Norashen, in passato Ghurudara e Ghur'udara) è un comune dell'Armenia di 162 abitanti (2001) della provincia di Aragatsotn.